# Schaakclub

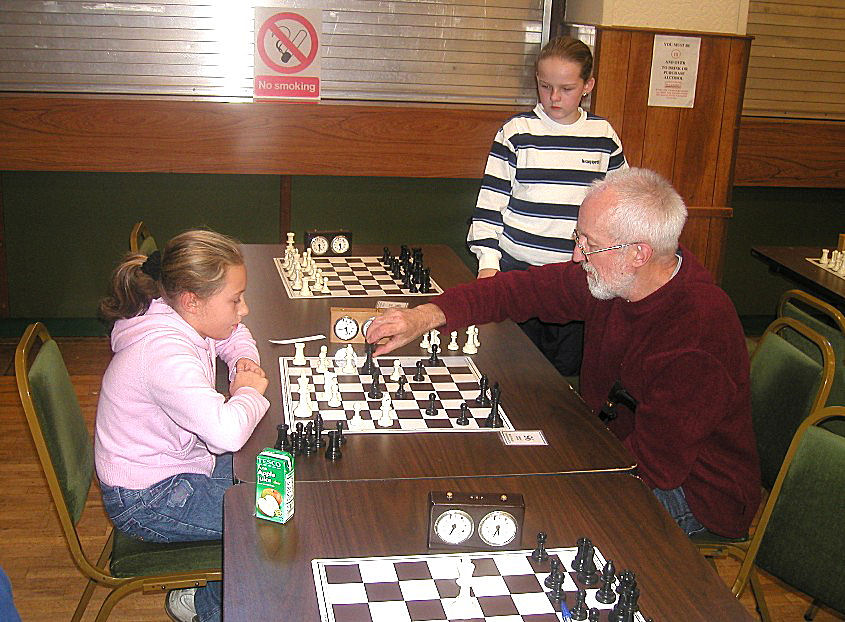
foto van een schaakclub

Een schaakclub of schaakvereniging is een vereniging voor de beoefening van de schaaksport.
Op een schaakclub kunnen de volgende activiteiten plaatsvinden:
- Interne competitie: leden van de club spelen tegen elkaar
- Externe competitie: teamwedstrijden tegen andere schaakclubs in de competitie van de regionale schaakbond of de Koninklijke Nederlandse Schaakbond
- Schaakles of een thema-avond
- Snelschaak- of rapidtoernooi
- Partijen analyseren en nabespreken
- Gelegenheidsactiviteiten als een kersttoernooi, herdenkingstoernooi of simultaan door een sterke schaker
- De jaarlijkse algemene ledenvergadering

Sommige schaakclubs hebben een jeugdafdeling. Daar vinden vergelijkbare activiteiten plaats voor de jeugd van 6 tot 17 jaar (met uitzondering van de algemene ledenvergadering). Bij sommige clubs krijgt de jeugd schaakles van volwassen leden van de club, in Nederland meestal volgens de Stappenmethode.